# Баунсгор, Хильмар
Хильмар Тормод Ингольф Баунсгор (дат. Hilmar Tormod Ingolf Baunsgaard; 26 февраля 1920 — 2 июля 1989) — датский государственный и политический деятель. Премьер-министр Дании с 2 февраля 1968 по 11 октября 1971.

## Рождение и образование
Хильмар Баунсгор родился в Слагельсе на острове Зеландия. Баунсгор окончил учёбу в высшем коммерческом училище и работал в частных организациях.

## Политическая карьера
Хильмар Баунсгор вступил в партию «Радикальная Венстре» и с 1948 года был одним из лидеров этой партии. В том же году он стал председателем молодёжной организации партии.
На выборах в 1957 году он впервые был избран в фолькетинг, в котором сидел до выборов 1977 года. 
Он был министром торговли с 1961 по 1964 год в правительстве Вигго Кампманна и правительстве Йенса Отто Крага. В 1964 году Баунсгор и его партия покинули правительство. После выборов 1968 года было сформировано новое правительство из «Радикальная Венстре», «Венстре» и Консервативной народной партии с Баунсгором в качестве премьер-министра. После выборов 1971 года Баунсгор и его правительство ушли в отставку. 
В 1975 году Баунсгор ушёл с должности председателя партии, его заменил Свенн Хаугор.

## Жизнь после политической карьеры
Покинув политику, Баунсгор стал председателем правления датской газеты Politiken, прежде бывшей рупором партии «Радикальная Венстре».
Баунсгор умер в 1989 году и был похоронен на кладбище Ордрупа.